# Підбавки (орнітологічний заказник)
Пі́дбавки — орнітологічний заказник місцевого значення в Україні. Об'єкт природно-заповідного фонду Івано-Франківської області. 
Розташований у межах Городенківського району Івано-Франківської області, неподалік від села Ясенів-Пільний. 
Площа 1,9 га. Перебуває у віданні Ясенево-Пільнівська сільської ради. 
Статус надано для збереження місць гніздування лебедя-шипуна, лелеки білого, чаплі рудої, бугайчика, луня польового тощо. 